# Inscription araméenne de Taxila
L'inscription araméenne de Taxila est une inscription en langue araméenne sur un morceau de marbre, appartenant à l'origine à une colonne octogonale et découverte par Sir John Marshall en 1915 à Taxila.

## Découverte
L'inscription fut écrite en langue araméenne, probablement par l'empereur indien Ashoka aux environs de 260 av. J.-C., et souvent catégorisée comme l'un des Édits mineurs sur rocher. L'araméen ayant été la langue officielle de l'empire achéménide, disparu en 320 av. J.-C. avec les conquêtes d'Alexandre le Grand, il semble que cette inscription s'adressait directement aux populations de cet ancien empire encore présentes dans le nord-ouest de l'Inde, ou bien aux populations frontalières dont l'araméen restait la langue d'usage.
La découverte de cette inscription a été suivie par celle de plusieurs autres inscriptions en araméen ou en grec (ou les deux ensembles), écrites par Asoka. Les plus célèbres sont l'inscription bilingue de Kandahar, écrite en grec et en araméen, ou les Édits grecs d'Ashoka, aussi découverts à Kandahar. En 1932 une autre inscription en araméen fut découverte dans la vallée de Laghman à Pul-i-Darunteh, puis en 1963 une inscription « indo-araméenne » alternant langue indienne et en langue araméenne, mais utilisant uniquement les caractères araméens, les parties araméennes traduisant les parties indiennes transcrites dans l'alphabet araméen, découverte elle aussi à Kandahar. Enfin, on a trouvé une autre inscription à Laghman, l'inscription araméenne de Laghman.

## Texte
Le texte de l'inscription est très partiel, mais on a pu établir qu'elle contient à deux reprises, lignes 9 et 12, la mention de « MR'N PRYDRŠ » (« notre seigneur Priyadasi »), le titre caractéristique utilisé par Ashoka,:
| Translitération en alphabet romain | Texte original |
| --- | -------------- |
| « 1 ... ... ... ... ut ... ... 2 l kmyrty l... 3 kynvta l... 4 ak zv shkynvta... 5 v labvhy huh... 6 hvptykhty znh... 7 zk bhvvnrh... 8 hvbshtv rzy hut... 9 mram Prydr... 10 h....... lkvth... 11 vap bnvhy... 12 Imran Prydrsh... » — Translitération en alphabet occidental de l'Inscription araméenne de Taxila, Sircar. |                |